# Tom Harper
Tom Harper (Londres, 7 de janeiro de 1980) é um cineasta britânico.